# Iglesia Elevation
La Iglesia Elevation (en inglés: Elevation Church) es una megaiglesia bautista multisitio con sede en Matthews, Estados Unidos. Sus pastores principales son Steven Furtick y Holly Furtick. En 2024, la asistencia es de 17,061 personas.

## Historia
La iglesia fue fundada en Charlotte (Carolina del Norte) en una escuela secundaria en 2006, por el pastor Steven Furtick y siete familias.
En 2007, se fundó la banda Elevation Worship.
En 2008, la iglesia tiene 2.900 personas.
En 2015, la iglesia tiene 13 campus en los Estados Unidos y Canadá.
En 2016, hizo la dedicación de un nuevo edificio principal en Ballantyne que incluye un auditorio de 1800 asientos.
En 2015 y 2017, la iglesia fue elegida por Fortune (revista) entre los mejores 100 lugares de trabajo para jóvenes mileniales en las familias de los Estados Unidos.
En junio de 2023, días después de que la Convención Bautista del Sur aprobara una propuesta de enmienda constitucional que no permitiría que las iglesias que tuvieran pastoras fueran miembros, rescindió su membresía con la Convención, sin especificar el motivo.
Según un censo de la iglesia publicado en 2024, dijo que tenía una asistencia semanal de 17,061 personas y 16 campus en diferentes ciudades.